# Riitjärvi
Riitjärvi är en sjö i kommunen Ruokolax i landskapet Södra Karelen i Finland. Sjön ligger 101,3 meter över havet. Den är 16,38 meter djup. Arean är 1,03 kvadratkilometer och strandlinjen är 13,99 kilometer lång. Sjön  ingår i Vuoksens huvudavrinningsområde.   Den ligger omkring 59 km nordöst om Villmanstrand och omkring 260 km nordöst om Helsingfors. 